# Spielvereinigung 1916 Erkenschwick 1974-1975
Questa voce raccoglie le informazioni riguardanti il Spielvereinigung 1916 Erkenschwick nelle competizioni ufficiali della stagione 1974-1975.

## Stagione
Nella stagione 1974-1975 l'Erkenschwick, allenato da Heinz Murach, Fritz Langner e Heinz Sewina, concluse il campionato di 2. Bundesliga al 16º posto. In Coppa di Germania l'Erkenschwick fu eliminato al primo turno dall'Alemannia Aquisgrana.

## Rosa
| N. |                     | Ruolo | Calciatore         |
| -- | ------------------- | ----- | ------------------ |
|    | Germania (bandiera) | P     | Meinhardt Erken    |
|    | Germania (bandiera) | P     | Gerhard Peters     |
|    | Germania (bandiera) | D     | Erwin Häming       |
|    | Germania (bandiera) | D     | Karl-Heinz Korte   |
|    | Germania (bandiera) | D     | Horst Koschmieder  |
|    | Germania (bandiera) | D     | Gerd Ortmann       |
|    | Germania (bandiera) | D     | Lothar Pfahl       |
|    | Germania (bandiera) | D     | Lutz Philipp       |
|    | Germania (bandiera) | D     | Reinhold Ressemann |
|    | Germania (bandiera) | D     | Heinz Sylla        |
|    | Germania (bandiera) | C     | Peter Anders       |

| N. |                     | Ruolo | Calciatore             |
| -- | ------------------- | ----- | ---------------------- |
|    | Germania (bandiera) | C     | Gerd Deutschmann       |
|    | Germania (bandiera) | C     | Manfred Friedrich      |
|    | Germania (bandiera) | C     | Detlef Schramm         |
|    | Germania (bandiera) | C     | Karl-Heinz Seidenkranz |
|    | Germania (bandiera) | C     | Dieter Walter          |
|    | Germania (bandiera) | A     | Uwe Kolitsch           |
|    | Germania (bandiera) | A     | Gisbert Paus           |
|    | Germania (bandiera) | A     | Karl-Heinz Porschke    |
|    | Germania (bandiera) | A     | Georg Schymetzek       |
|    | Germania (bandiera) | A     | Hubert Tenbrink        |

## Organigramma societario
Area tecnica
- Allenatore: Heinz Sewina
- Allenatore in seconda:
- Preparatore dei portieri:
- Preparatori atletici:

## Calciomercato

### Sessione estiva
| Acquisti | Acquisti     | Acquisti                | Acquisti |
| R.       | Nome         | da                      | Modalità |
| -------- | ------------ | ----------------------- | -------- |
| D        | Erwin Häming | Duisburg                |          |
| D        | Lutz Philipp | Eintracht Gelsenkirchen |          |

| Cessioni | Cessioni       | Cessioni             | Cessioni |
| R.       | Nome           | a                    | Modalità |
| -------- | -------------- | -------------------- | -------- |
| A        | Roland Kosien  | Rot-Weiß Lüdenscheid |          |
| D        | Dieter Renfert | Borussia Dortmund    |          |

### Sessione invernale
| Acquisti | Acquisti | Acquisti | Acquisti |
| R.       | Nome     | da       | Modalità |
| -------- | -------- | -------- | -------- |

| Cessioni | Cessioni | Cessioni | Cessioni |
| R.       | Nome     | a        | Modalità |
| -------- | -------- | -------- | -------- |

## Risultati

### 2. Bundesliga

#### Girone di andata
| Arbitro: | Gabor |

|           |           |                      |
| Noldt 37’ | Marcatori | 68’, 73’ Koschmieder |

| Arbitro: | Kohnen |

|                           |           |             |
| Friedrich 75’ Schramm 83’ | Marcatori | 37’ Riepert |

| Arbitro: | Rieb |

|                                    |           |                      |
| Greiffendorf 2’ Osieck 7’ Bals 48’ | Marcatori | 60’ (rig.) Friedrich |

| Arbitro: | Schön |

|            |           |                             |
| Schramm 8’ | Marcatori | 31’, 33’ Lüttges 57’ Falter |

| Arbitro: | Roth |

|  |           |                 |
|  | Marcatori | 24’ Koschmieder |

| Arbitro: | Siepe |

|  |           |                         |
|  | Marcatori | 70’ Graul 88’ Schilling |

| Arbitro: | Hoppe |

|                                                                       |           |             |
| Stegmayer 5’ Kasperski 21’, 38’ Dahl 28’, 54’ Anders 85’ Wehmeyer 89’ | Marcatori | 62’ Philipp |

| Arbitro: | Ahlenfelder |

|                                                                |           |                         |
| Anders 19’ Koschmieder 23’ Pfahl 32’ Kolitsch 58’ Tenbrink 90’ | Marcatori | 77’ Otters 81’ Wesseler |

| Arbitro: | Schön |

|                                   |           |                            |
| Eglitis 18’ Hagemann 66’ Kelm 90’ | Marcatori | 20’ Anders 82’ Koschmieder |

| Oer-Erkenschwick 6 ottobre 1974, ore 15:00 CET 10ª giornata | Erkenschwick | 0 – 0 referto | Alemannia Aquisgrana | Stimbergstadion (3 500 spett.)\| Arbitro: \| Horstmann \| |
| Arbitro:                                                    | Horstmann    |               |                      |                                                           |

| Arbitro: | Risse |

|                               |           |              |
| Huber 30’ (rig.) Goldbach 78’ | Marcatori | 64’ Kolitsch |

| Arbitro: | Kohnen |

|                 |           |           |
| Koschmieder 38’ | Marcatori | 61’ Greth |

| Arbitro: | Wichmann |

|                                                            |           |              |
| Krekeler 13’ Blau 14’ (rig.) Angel 18’ Kipp 32’ Pleyer 39’ | Marcatori | 87’ Kolitsch |

| Arbitro: | Overberg |

|                        |           |  |
| Koschmieder 56’ (rig.) | Marcatori |  |

| Arbitro: | Picker |

|  |           |                                                 |
|  | Marcatori | 17’ Seidenkranz 63’ Kolitsch 86’ (aut.) Eismann |

| Arbitro: | Hennig |

|                          |           |  |
| Schramm 11’ Kolitsch 85’ | Marcatori |  |

| Arbitro: | Siepe |

|                         |           |                           |
| Anders 30’ Tenbrink 52’ | Marcatori | 50’ Hammes 87’ Jendrossek |

| Arbitro: | Fork |

|             |           |            |
| Rudloff 79’ | Marcatori | 84’ Walter |

| Arbitro: | Meijerink |

|  |           |           |
|  | Marcatori | 69’ Kulka |

#### Girone di ritorno
| Arbitro: | Burgers |

|                                                                   |           |            |
| Tenbrink 18’ Deutschmann 37’ Friedrich 43’ Koschmieder 88’ (rig.) | Marcatori | 28’ Klinge |

| Arbitro: | Wippker |

|                                             |           |              |
| Zimmer 49’ Fritsche 51’ Trimhold 90’ (rig.) | Marcatori | 53’ Tenbrink |

| Arbitro: | Küster |

|              |           |                 |
| Tenbrink 20’ | Marcatori | 39’, 77’ Mertes |

| Arbitro: | Kindervater |

|                       |           |  |
| Riege 35’ Lüttges 88’ | Marcatori |  |

| Arbitro: | Boe |

|                                      |           |                      |
| Koschmieder 50’ (rig.) Friedrich 87’ | Marcatori | 57’ Lindner 70’ John |

| Arbitro: | Milkert |

|                             |           |                                |
| Brosda 35’ Graul 45’ (rig.) | Marcatori | 18’, 26’ Schymetzek 48’ Walter |

| Arbitro: | Hennig |

|  |           |               |
|  | Marcatori | 34’ Kasperski |

| Arbitro: | Brückner |

|                         |           |                    |
| Mödrath 56’ Schwaba 68’ | Marcatori | 88’ (aut.) Schwaba |

| Arbitro: | Hillebrand |

|               |           |          |
| Friedrich 90’ | Marcatori | 49’ Fock |

| Arbitro: | Weyland |

|                                        |           |  |
| Baumanns 46’, 71’ Klohs 54’ Schütt 88’ | Marcatori |  |

| Arbitro: | Waltert |

|              |           |             |
| Tenbrink 74’ | Marcatori | 53’ Schildt |

| Arbitro: | Kohnen |

|           |           |               |
| Jäger 15’ | Marcatori | 58’ Ressemann |

| Arbitro: | Schütte |

|                           |           |                                             |
| Walter 14’ Schymetzek 86’ | Marcatori | 29’ Halilhodžić 55’ Deterding 85’ Karbowiak |

| Arbitro: | Picker |

|                                          |           |  |
| Mühlenberg 48’ Hegekötter 71’ Schock 84’ | Marcatori |  |

| Arbitro: | Wuttke |

|               |           |                       |
| Friedrich 51’ | Marcatori | 32’ Wallek 60’ Kemmer |

| Arbitro: | Kopka |

|             |           |              |
| Hansing 64’ | Marcatori | 79’ Tenbrink |

| Arbitro: | Eggers |

|                |           |               |
| Jendrossek 76’ | Marcatori | 88’ Friedrich |

| Arbitro: | Milkert |

|                                    |           |                                |
| Koschmieder 45’ (rig.) Schramm 72’ | Marcatori | 13’ Rummenigge 85’ Nonnenbruch |

| Arbitro: | Rögner |

|                       |           |  |
| Höfert 43’ Hansen 57’ | Marcatori |  |

### Coppa di Germania
| Arbitro: | Horstmann |

|             |           |  |
| Sieloff 86’ | Marcatori |  |

## Statistiche

### Statistiche di squadra
| Competizione      | Punti | In casa | In casa | In casa | In casa | In casa | In casa | In trasferta | In trasferta | In trasferta | In trasferta | In trasferta | In trasferta | Totale | Totale | Totale | Totale | Totale | Totale | DR  |
| Competizione      | Punti | G       | V       | N       | P       | Gf      | Gs      | G            | V            | N            | P            | Gf           | Gs           | G      | V      | N      | P      | Gf     | Gs     | DR  |
| ----------------- | ----- | ------- | ------- | ------- | ------- | ------- | ------- | ------------ | ------------ | ------------ | ------------ | ------------ | ------------ | ------ | ------ | ------ | ------ | ------ | ------ | --- |
| 2. Bundesliga     | 29    | 19      | 5       | 7       | 7       | 28      | 27      | 19           | 4            | 4            | 11           | 21           | 43           | 38     | 9      | 11     | 18     | 49     | 70     | -21 |
| Coppa di Germania | -     | 0       | 0       | 0       | 0       | 0       | 0       | 1            | 0            | 0            | 1            | 0            | 1            | 1      | 0      | 0      | 1      | 0      | 1      | -1  |
| Totale            | 29    | 19      | 5       | 7       | 7       | 28      | 27      | 20           | 4            | 4            | 12           | 21           | 44           | 39     | 9      | 11     | 19     | 49     | 71     | -22 |

### Andamento in campionato
| Giornata  | 1 | 2 | 3 | 4  | 5 | 6  | 7  | 8  | 9  | 10 | 11 | 12 | 13 | 14 | 15 | 16 | 17 | 18 | 19 | 20 | 21 | 22 | 23 | 24 | 25 | 26 | 27 | 28 | 29 | 30 | 31 | 32 | 33 | 34 | 35 | 36 | 37 | 38 |
| --------- | - | - | - | -- | - | -- | -- | -- | -- | -- | -- | -- | -- | -- | -- | -- | -- | -- | -- | -- | -- | -- | -- | -- | -- | -- | -- | -- | -- | -- | -- | -- | -- | -- | -- | -- | -- | -- |
| Luogo     | T | C | T | C  | T | C  | T  | C  | T  | C  | T  | C  | T  | C  | T  | C  | C  | T  | C  | C  | T  | C  | T  | C  | T  | C  | T  | C  | T  | C  | T  | C  | T  | C  | T  | T  | C  | T  |
| Risultato | V | V | P | P  | V | P  | P  | V  | P  | N  | P  | N  | P  | V  | V  | V  | N  | N  | P  | V  | P  | P  | P  | N  | V  | P  | P  | N  | P  | N  | N  | P  | P  | P  | N  | N  | N  | P  |
| Posizione | 6 | 1 | 8 | 11 | 9 | 11 | 13 | 12 | 12 | 13 | 14 | 15 | 16 | 14 | 11 | 10 | 10 | 11 | 12 | 10 | 12 | 12 | 14 | 14 | 12 | 13 | 14 | 13 | 15 | 14 | 14 | 14 | 15 | 16 | 15 | 16 | 16 | 16 |

Legenda:

Luogo: C = Casa; T = Trasferta. Risultato: V = Vittoria; N = Pareggio; P = Sconfitta.

### Statistiche dei giocatori
| Giocatore      | 2. Bundesliga | 2. Bundesliga | 2. Bundesliga | 2. Bundesliga | Coppa di Germania | Coppa di Germania | Coppa di Germania | Coppa di Germania | Totale   | Totale | Totale      | Totale     |
| Giocatore      | Presenze      | Reti          | Ammonizioni   | Espulsioni    | Presenze          | Reti              | Ammonizioni       | Espulsioni        | Presenze | Reti   | Ammonizioni | Espulsioni |
| -------------- | ------------- | ------------- | ------------- | ------------- | ----------------- | ----------------- | ----------------- | ----------------- | -------- | ------ | ----------- | ---------- |
| P. Anders      | 33            | 3             | 4             | 0             | 1                 | 0                 | 0                 | 0                 | 34       | 3      | 4           | 0          |
| G. Deutschmann | 24            | 1             | 4             | 0             | 0                 | 0                 | 0                 | 0                 | 24       | 1      | 4           | 0          |
| M. Erken       | 15            | 0             | 0             | 0             | 0                 | 0                 | 0                 | 0                 | 15       | 0      | 0           | 0          |
| M. Friedrich   | 34            | 7             | 3             | 0             | 1                 | 0                 | 0                 | 0                 | 35       | 7      | 3           | 0          |
| E. Häming      | 27            | 0             | 0             | 0             | 1                 | 0                 | 0                 | 0                 | 28       | 0      | 0           | 0          |
| U. Kolitsch    | 23            | 5             | 1             | 0             | 1                 | 0                 | 0                 | 0                 | 24       | 5      | 1           | 0          |
| K. Korte       | 31            | 0             | 6             | 0             | 0                 | 0                 | 0                 | 0                 | 31       | 0      | 6           | 0          |
| H. Koschmieder | 33            | 10            | 1             | 0             | 1                 | 0                 | 0                 | 0                 | 34       | 10     | 1           | 0          |
| G. Ortmann     | 0             | 0             | 0             | 0             | 0                 | 0                 | 0                 | 0                 | 0        | 0      | 0           | 0          |
| G. Paus        | 2             | 0             | 0             | 0             | 0                 | 0                 | 0                 | 0                 | 2        | 0      | 0           | 0          |
| G. Peters      | 24            | 0             | 0             | 0             | 1                 | 0                 | 0                 | 0                 | 25       | 0      | 0           | 0          |
| L. Pfahl       | 31            | 1             | 4             | 0             | 1                 | 0                 | 0                 | 0                 | 32       | 1      | 4           | 0          |
| L. Philipp     | 21            | 1             | 0             | 0             | 1                 | 0                 | 0                 | 0                 | 22       | 1      | 0           | 0          |
| K. Porschke    | 11            | 0             | 1             | 0             | 1                 | 0                 | 0                 | 0                 | 12       | 0      | 1           | 0          |
| R. Ressemann   | 26            | 1             | 4             | 1             | 0                 | 0                 | 0                 | 0                 | 26       | 1      | 4           | 1          |
| D. Schramm     | 27            | 4             | 0             | 0             | 1                 | 0                 | 0                 | 0                 | 28       | 4      | 0           | 0          |
| G. Schymetzek  | 25            | 3             | 1             | 0             | 0                 | 0                 | 0                 | 0                 | 25       | 3      | 1           | 0          |
| K. Seidenkranz | 32            | 1             | 2             | 0             | 0                 | 0                 | 0                 | 0                 | 32       | 1      | 2           | 0          |
| H. Sylla       | 1             | 0             | 0             | 0             | 0                 | 0                 | 0                 | 0                 | 1        | 0      | 0           | 0          |
| H. Tenbrink    | 30            | 7             | 2             | 0             | 1                 | 0                 | 0                 | 0                 | 31       | 7      | 2           | 0          |
| D. Walter      | 37            | 3             | 2             | 0             | 1                 | 0                 | 0                 | 0                 | 38       | 3      | 2           | 0          |